# Jupiter Inlet Colony
Jupiter Inlet Colony es un pueblo ubicado en el condado de Palm Beach en el estado estadounidense de Florida. En el Censo de 2010 tenía una población de 400 habitantes y una densidad poblacional de 721,69 personas por km².

## Geografía
Jupiter Inlet Colony se encuentra ubicado en las coordenadas 26°56′53″N 80°4′31″O / 26.94806, -80.07528. Según la Oficina del Censo de los Estados Unidos, Jupiter Inlet Colony tiene una superficie total de 0.55 km², de la cual 0.44 km² corresponden a tierra firme y (20.56%) 0.11 km² es agua.

## Demografía
Según el censo de 2010, había 400 personas residiendo en Jupiter Inlet Colony. La densidad de población era de 721,69 hab./km². De los 400 habitantes, Jupiter Inlet Colony estaba compuesto por el 95.5% blancos, el 0% eran afroamericanos, el 0% eran amerindios, el 0.75% eran asiáticos, el 0% eran isleños del Pacífico, el 0.25% eran de otras razas y el 3.5% pertenecían a dos o más razas. Del total de la población el 1.25% eran hispanos o latinos de cualquier raza.